# Georg Holmqvist
Otto Georg Holmqvist, född 22 april 1890 i Grovare församling, Älvsborgs län, död 22 september 1980 i Ljung, Grude församling, samma län, var en svensk militär, friidrottare (höjd- och längdhopp) och idrottsledare.
Han tävlade bland annat för Borås Läroverks IF och IFK Borås. Efter den aktiva idrottskarriären vidtog hans karriär som idrottsledare, vilket bland annat inkluderade att han var ordförande i Göteborgs Distrikts Idrottsförbund (från 1924) samt ledamot i Riksidrottsförbundets Överstyrelse (från 1928).
Efter avlagd studentexamen sökte han sig som volontär till Wendes artilleriregemente 1912-1913. Han blev underlöjtnant vid Göta artilleriregemente 1914 och löjtnant 1917 med avlagd examen från Artilleri- och ingenjörhögskolan samma år. Han placerades i övergångsstat 1927 och utnämndes till kapten vid Göta artilleriregemente 1929 och till major i armén 1940. Han var från 1930 teknisk chef och direktör för Götaälvdalens omnibuss AB men när bolaget köptes upp av SJ 1936 startade han ett eget företag i Göteborg som bland annat förvaltade Sotareds egendom i Ås härad.
Georg Holmqvist var son till godsägaren C.F. Holmqvist och hans hustru född Andersson. Han gifte sig 1918 med Elsa Bengtsson (1896–1988).

## Utmärkelser
Holmqvist blev riddare av Vasaorden 1938, av Svärdsorden 1940 och av Nordstjärneorden 1946.

## Idrottskarriär

### Höjdhopp
Den 2 april 1913 förbättrade Holmqvist i Skara Einar Häckners svenska rekord i höjdhopp från 1910 (1,83), med ett hopp på 1,84. Rekordet skulle han få behålla till 1913 då Richard G:son Sjöberg slog det.

### Längdhopp
Georg Holmqvist (med förnamn Gustaf enligt  och ) vann SM i längdhopp 1911 med ett hopp på 6,52.